# MKEアンカラギュジュ
MKEアンカラギュジュ（MKE Ankaragücü (トルコ語発音: [ˈaŋkaɾaɟydʒy])）は、トルコ共和国・アンカラに本拠地を置くサッカークラブ。スポンサーは国営軍需工廠である機械化学産業 (Makina ve Kimya Endüstrisi Kurumu)。

## 歴史
アンカラギュジュは首都アンカラに本拠地を置くクラブである。アブデュルハミト2世のサッカー禁止令にもかかわらず、イスタンブールの郊外のゼイティンブルヌやマクリキョイ (現バクルキョイ)では、ゼイティンブルヌの軍需生産修理工廠 (İmalat-ı Harbiye Tamir Atölyesi)の職員たちが、見張りを立ててサッカーをプレイしていた。禁止令が廃止されると、1904年以降、工場の様々なセクションが独自のサッカーチームを結成した。レフベリ・サナイ・ギュジュ、ベサーレト・スポル、トパ・ゲンチリク・ギュジュ、ガイレト・ゲンチリクなどがそれである。イスタンブール・リーグがスタートすると統一チーム結成の動きがあったが、軍需生産学校とボール縫製工場との間に対立があり、学生の間でもアガー・オルハンのグループとシュクリュ・アッバスのグループが対立していた。1910年8月31日、アガー・オルハンのグループはアルトゥンオルス・スポーツクラブ (Altınörs İdman Yurdu)の書類を郡役場に提出し、シュクリュ・アッバスのグループも、同日、トゥラン・サナァトキャーランギュジュ (Turan Sanatkârangücü)の設立を郡役場に提出した。
砲兵工廠修理工場に勤務するアルトゥンオルスのメンバーがアンカラでアナドル・サナァトキャーランギュジュを設立するためにアンカラに移り、軍需生産修理工場の熟練工と労働者たちも、トゥラン・サナァトキャーランギュジュを設立した。両チームの代表を務めていた軍需工廠長メフメト・ヌーリは二つのチームを統合する決定を下し、1923年8月31日、アンカラ市役所で開催された大会でアナドル-トゥラン・サナァトキャーランギュジュとの名前で統合された。アナドル-トゥラン・サナァトキャーランギュジュは、1923年-1924年のシーズンで優勝したが、1924年-1925年シーズンにムハーフズギュジュとの試合で起きた事件が理由でトルコ・スポーツ協会連合会から登録を抹消された。軍需工廠総司令官オスマン・ザーティ・ベイの承認を得た後、1926年8月3日に、軍需工廠スポーツクラブ (İmalât-ı Harbiye Spor Kulübü)として登録しリーグに参加した。1932年-1933年シーズンからアンカラギュジュ青年スポーツクラブ (Ankaragücü Gençlik ve Spor Kulübü)となったが、1938年に制定された3512号法の規定が「法人名に地名が使えなくなった」と解釈されたので、1939年8月31日の大会で、AS-FA Gücüに改名した。しかし、「法人名に地名が使えなくなった」との解釈が誤解であるとの通達が出されたため、1942年8月31日、AS-FA アンカラギュジュ青年スポーツクラブ (AS-FA Ankaragücü Gençlik ve Spor Kulübü)となり、1948年7月31日の大会でアンカラギュジュ青年スポーツクラブとなった。

## タイトル

### 国内タイトル
- トルコ・フットボール・チャンピオンシップ:1回

1949
- トルコ・カップ:2回

1972, 1981
- アンカラ・フットボール・リーグ:5回

1935-36, 1936-37, 1951-52, 1955-56, 1956-57
- TFF1.リグ:3回

1968-69, 1976-77, 2021-22
- TFF2.リグ:1回

2016-17

### 国際タイトル
- なし

## 過去の成績
| シーズン | ディビジョン       | ディビジョン | ディビジョン | ディビジョン | ディビジョン | ディビジョン | ディビジョン | ディビジョン | ディビジョン | テュルキエ・クパス |
| シーズン | リーグ             | 試           | 勝           | 分           | 敗           | 得           | 失           | 点           | 順位         | テュルキエ・クパス |
| -------- | ------------------ | ------------ | ------------ | ------------ | ------------ | ------------ | ------------ | ------------ | ------------ | ------------------ |
| 2001-02  | スュペル・リグ     | 34           | 15           | 8            | 11           | 72           | 58           | 53           | 4位          | ベスト16           |
| 2002-03  | スュペル・リグ     | 34           | 15           | 4            | 15           | 44           | 42           | 49           | 8位          | 3回戦敗退          |
| 2003-04  | スュペル・リグ     | 34           | 13           | 6            | 15           | 48           | 53           | 45           | 9位          | 2回戦敗退          |
| 2004-05  | スュペル・リグ     | 34           | 10           | 8            | 16           | 37           | 61           | 38           | 13位         | 2回戦敗退          |
| 2005-06  | スュペル・リグ     | 34           | 10           | 9            | 15           | 43           | 48           | 39           | 13位         | GS敗退             |
| 2006-07  | スュペル・リグ     | 34           | 11           | 9            | 14           | 32           | 39           | 42           | 13位         | GS敗退             |
| 2007-08  | スュペル・リグ     | 34           | 11           | 10           | 13           | 36           | 44           | 43           | 8位          | GS敗退             |
| 2008-09  | スュペル・リグ     | 34           | 11           | 6            | 17           | 36           | 47           | 39           | 13位         | GS敗退             |
| 2009-10  | スュペル・リグ     | 34           | 9            | 14           | 11           | 39           | 40           | 41           | 12位         | GS敗退             |
| 2010-11  | スュペル・リグ     | 34           | 10           | 11           | 13           | 52           | 62           | 41           | 13位         | GS敗退             |
| 2011-12  | スュペル・リグ     | 34           | 2            | 5            | 27           | 22           | 77           | 11           | 18位         | 3回戦敗退          |
| 2012-13  | TFF1.リグ          | 34           | 7            | 8            | 19           | 31           | 62           | 29           | 18位         | 4回戦敗退          |
| 2013-14  | TFF2.リグ キルミジ | 34           | 22           | 5            | 7            | 77           | 30           | 71           | 3位          | 3回戦敗退          |
| 2014-15  | TFF2.リグ キルミジ | 34           | 11           | 11           | 12           | 41           | 39           | 44           | 9位          | GS敗退             |
| 2015-16  | TFF2.リグ キルミジ | 34           | 12           | 13           | 9            | 40           | 32           | 46           | 9位          | 2回戦敗退          |
| 2016-17  | TFF2.リグ キルミジ | 34           | 22           | 6            | 6            | 58           | 28           | 72           | 1位          | 2回戦敗退          |
| 2017-18  | TFF1.リグ          | 34           | 18           | 9            | 7            | 55           | 34           | 63           | 2位          | 3回戦敗退          |
| 2018-19  | スュペル・リグ     | 34           | 11           | 7            | 16           | 38           | 53           | 40           | 13位         | 5回戦敗退          |
| 2019-20  | スュペル・リグ     | 34           | 7            | 11           | 16           | 31           | 56           | 32           | 18位         | 4回戦敗退          |
| 2020-21  | スュペル・リグ     | 40           | 10           | 8            | 22           | 46           | 65           | 38           | 19位         | 3回戦敗退          |
| 2020-21  | TFF1.リグ          | 36           | 21           | 7            | 8            | 56           | 31           | 70           | 1位          | 5回戦敗退          |
| 2020-21  | スュペル・リグ     | 34           |              |              |              |              |              |              | 位           |                    |

2015-16シーズンは勝ち点3が剥奪された。

## 欧州の成績
| シーズン | 大会                       | ラウンド     | 対戦相手                 | ホーム | アウェー | 合計 |  |
| -------- | -------------------------- | ------------ | ------------------------ | ------ | -------- | ---- |  |
| 1972-73  | UEFAカップウィナーズカップ | 1回戦        | リーズ・ユナイテッド     | 1–1    | 0–1      | 1–2  |  |
| 1973-74  | UEFAカップウィナーズカップ | 1回戦        | レンジャーズ             | 0–2    | 0–4      | 0–6  |  |
| 1981-82  | UEFAカップウィナーズカップ | 1回戦        | SKAロストフ・ナ・ドヌ    | 0–2    | 0–3      | 0–5  |  |
| 1999-00  | UEFAカップ                 | 予選ラウンド | B36トースハウン          | 1–0    | 1–0      | 2–0  |  |
| 1999-00  | UEFAカップ                 | 1回戦        | アトレティコ・マドリード | 1–0    | 0–3      | 1–3  |  |
| 2002-03  | UEFAカップ                 | 1回戦        | アラベス                 | 1–2    | 0–3      | 1–4  |  |

## 歴代監督
- ファティ・テリム 1987-1989
- ヴァレリー・ニポムニシ 1993-1994
- サフェト・スシッチ 2005-2006
- ヒクメト・カラマン 2006-2007,2009
- ハンス＝ペーター・ブリーゲル 2007
- ロジェ・ルメール 2009-2010
- イスマイル・カルタル 2017-2018
- Bayram Bektaş 2018-

## 歴代所属選手

### GK
- セルカン・クルントゥル 2004-2010

### DF
- ハカン・クトゥル 1992-2007
- アンドレス・ラマス 2007-2008
- ジハン・ハスポラトル 2009-2010
- ミハウ・ジェヴワコフ 2010-2011

### MF
- ハサン・シャシュ 1995-1998
- マルコス・アウレリオ・ガレアーノ 2003
- レイナルド・ビセンチ・シモン 2003

### FW
- ササ・サルセード 2003-2004
- イルハン・マンスズ 2005-2006
- レオナルド・イグレシアス 2008-2009
- イアン・ヘンダーソン 2009
- ダリウス・ヴァッセル 2009-2010
- ギュスターヴ・ベッベ 2009-2010
- ローベルト・ヴィッテク 2010